# 7758 Poulanderson
7758 Poulanderson este un asteroid din centura principală de asteroizi.

## Descriere
7758 Poulanderson este un asteroid din centura principală de asteroizi. A fost descoperit pe 21 mai 1990 la Observatorul Palomar de Eleanor Francis Helin. Asteroidul prezintă o orbită caracterizată de o semiaxă mare de 2,38 ua, o excentricitate de 0,18 și o înclinație de 21,6° în raport cu ecliptica.